# ノースダコタ州の歴史

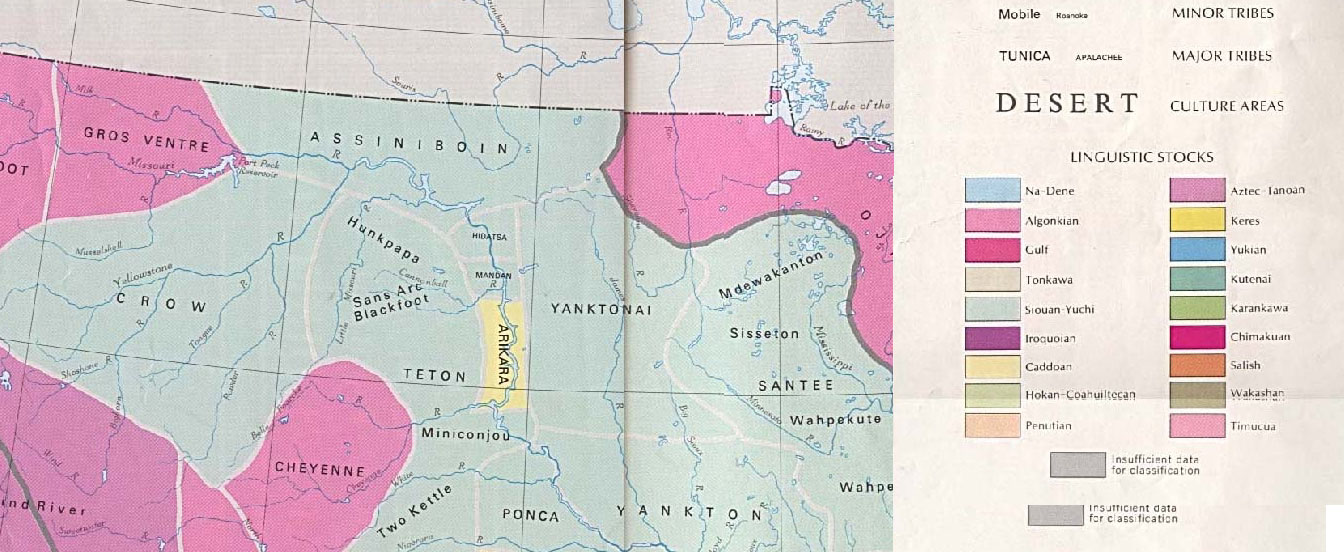
地域での最初の先住民

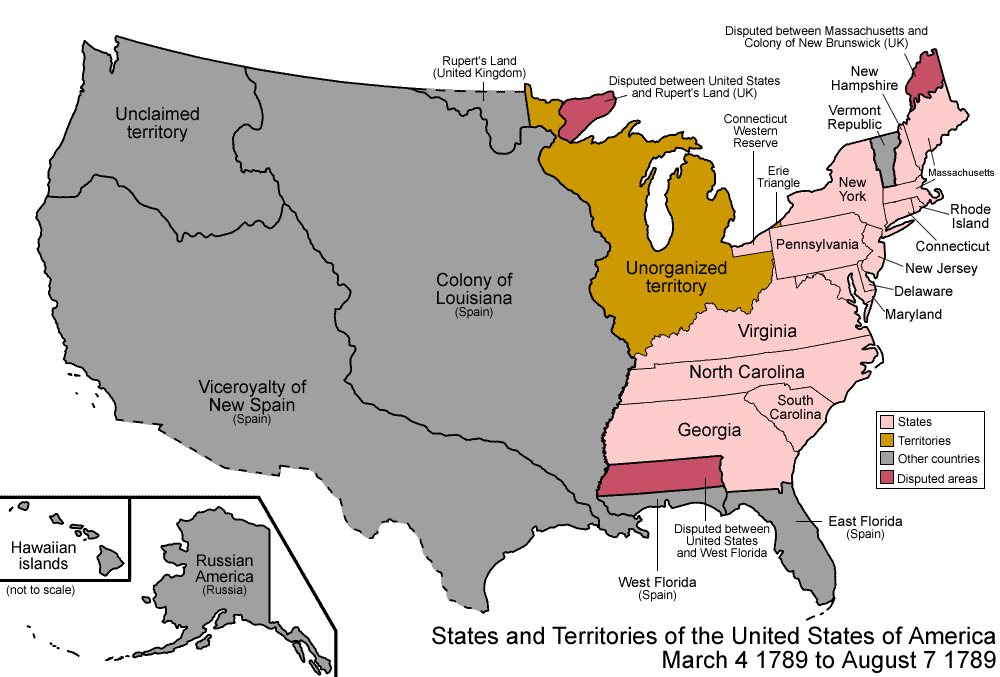
1789年: ルイジアナとルパート・ランド

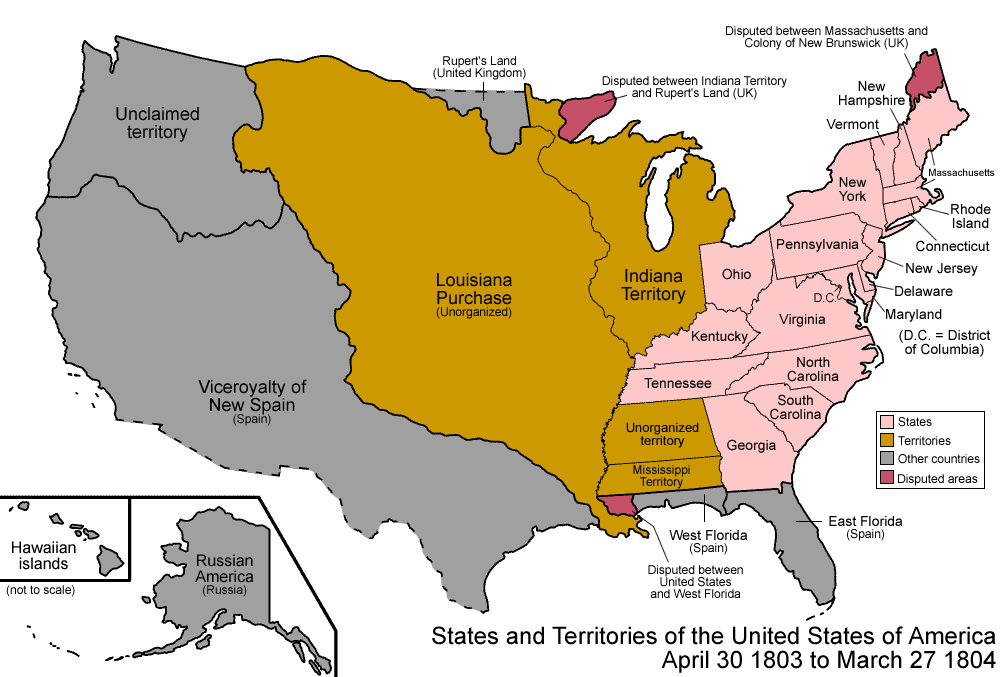
1803年: ルイジアナ買収

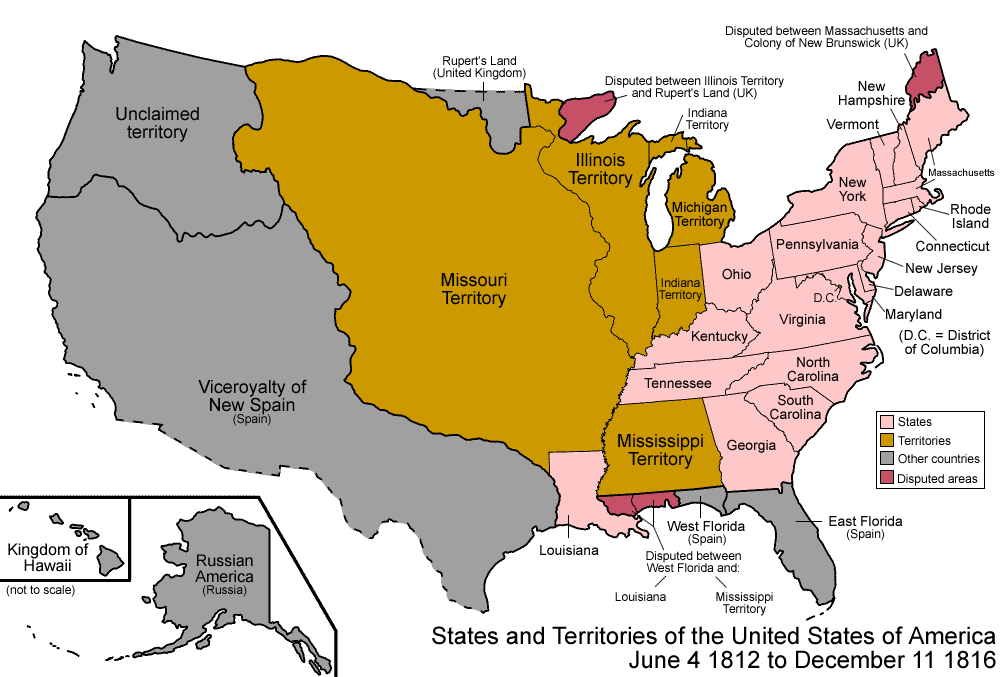
1812年: ルイジアナ準州、改名してミズーリ準州

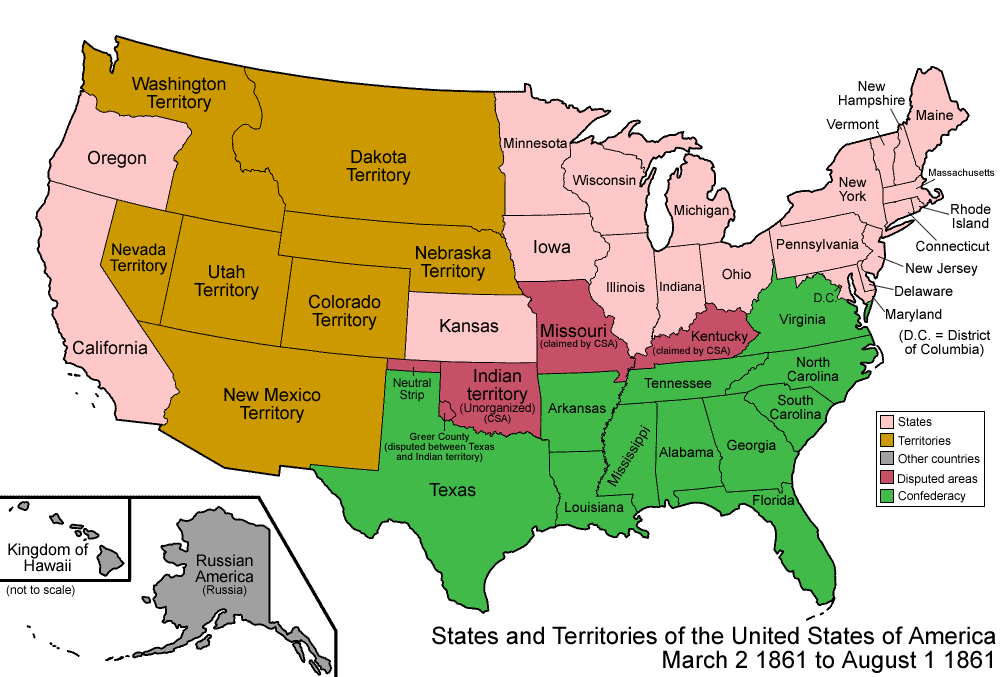
1861年: ダコタ準州の設立

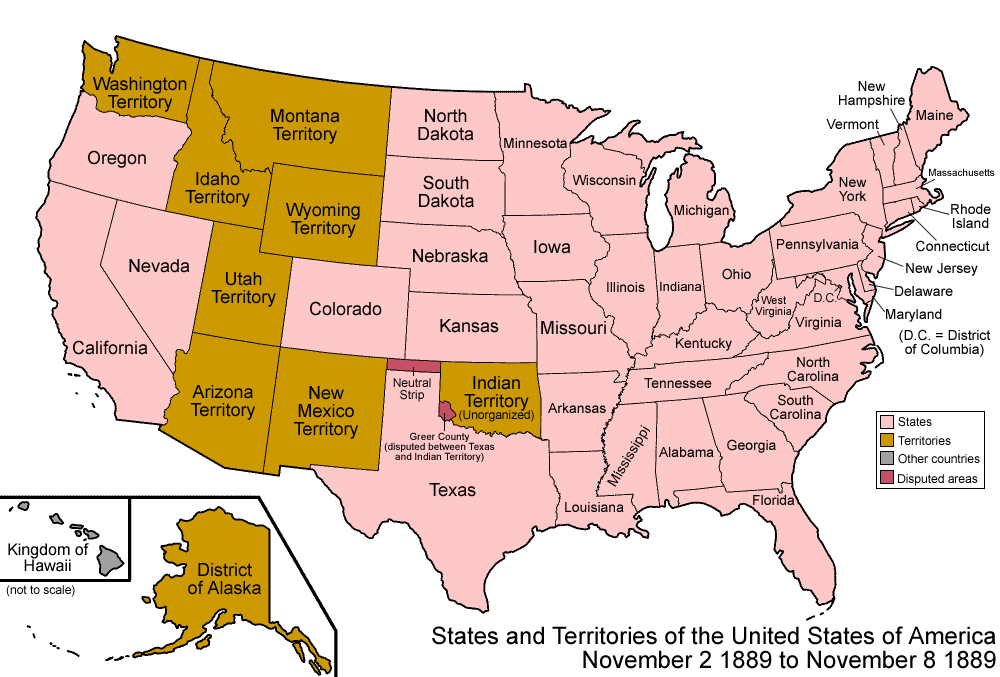
1889年: ノースダコタ州成立

ノースダコタ州の歴史（ノースダコタしゅうのれきし、英:History of North Dakota）では、アメリカ合衆国ノースダコタ州となった地域に、数千年前に初めて先住民族が住み着いてから、現代までの歴史を概説する。

## 前史とヨーロッパ人の探検
この地域に住み着いた主要な種族はマンダン族、ヒダーツァ族、アキカラ族、スー族およびチペワ族だった。ヨーロッパの交易品が先住民族の交易ルートに入ってきた時までに、マンダン族が顕著に進んだ農業と交易の社会を発展させていた。
ラ・ヴェランドリエはこの地域を探検した初期ヨーロッパ人の1人だった。1738年ころにマンダン族の地域を訪れ、その発展度合いに驚かされた。ヨーローッパ列強との限られた交易が世紀の終りまで続いた。
マンダン族の集落はその場所が永続的なものだったので、先住民交易網の中で重要な役割を果たした。そのミズーリ川北限にある場所はハドソン湾盆地まで最短に近い陸送路にあたり、それだけ速くフランスやイギリスの交易業者に接触できた。更に貴重なナイフ川の火打ち石が集落の近くで生産された。

## 19世紀前半
ルイス・クラーク探検隊が1804年から1805年に掛けての冬、現在のウォッシュバーン近くに建設した砦で過ごした。
1820年代、先住民族の多くは天然痘の流行で人口を減らし、マンダン族やヒダーツァ族はまとまって生活することを余儀なくされた。後にアリカラ族もスー族によって北方に追われ、マンダン族やヒダーツァ族と共に三族連合を形成した。
この地域の最初のヨーロッパ人開拓地はペンビアだった。ハドソン湾会社によって交易基地として使われたが、1818年の1818年条約に続いて北緯49度線が調査された後の1823年に取り壊された。この地域には後にメティが住み着いた。
世紀の半ばに向けて、毛皮交易がミズーリ川における川舟交易の発展に拍車を駆けた。ビスマークと現在のウィリストンに近いユニオン砦は蒸気船時代の重要な港になった。ノースダコタの大半はその後に開拓された。

## 19世紀後半
鉄道がこの地域開拓のエンジンになった。1870年代と1880年代に大きな発展が起こった。1861年、現在のノースダコタとなった地域は、サウスダコタと共に新しいダコタ準州に取り入れられた。1889年11月2日、ノースダコタとサウスダコタは別々の州になった。

## 20世紀
20世紀の初期、ノースダコタ州の政治は概して共和党が支配した。進歩的な政治は無党派同盟と呼ばれる集団が結成されて、共和党に対抗する進歩的候補者を予備選に出馬させた1910年代までノースダコタ州の政治には無縁だった。これらの革新家は明確な社会主義プログラムを遂行することに成功し、今日まで残っているものもある（すなわち、州営銀行、州の所有する製粉所やエレベーター）。少なくとも2人の知事は無党派同盟だった。1950年代までに無党派同盟はノースダコタにおける他の政治組織の一部に発展した。若い造反者のグループが無党派同盟を民主党の側に振らなかったとすれば、無党派同盟はその革新的な根幹を完全に失っていたと考えられる。
1956年に民主・無党派同盟が結成されて以来二大政党によってほぼ同じ期間知事の座が守られてきたが、州議会は共和党が多数を制してきた。ノースダコタ州選出の合衆国上院議員（ケント・コンラッドとバイロン・ドーガン）は2人とも、また唯一の下院議員アール･ポメロイは民主・無党派同盟の党員である。

## 21世紀
21世紀の初めに、ノースダコタ州では人口や経済の減退を経験した（2006年推計で約64万人、全米48番目）。州内人口は平均余命の上昇や若者、特に若い家庭の流出によって高齢化しつつある。ベンチャー資本の欠如や高い賃金も苦しい要因である。ノースダコタは合衆国全体においてそのイメージ、あるいはイメージの欠如と戦っている。

## ロビンソンのノースダコタの歴史における主題
歴史家エルウィン・B・ロビンソンはその著書『ノースダコタの歴史』で、ノースダコタの歴史における主題を挙げた。
- 遠隔性
- 依存性
- 急進主義
- 経済的不利
- 「あまりに多い誤り」
- 調整

ロビンソンの歴史は今日までの包括的な州の歴史に過ぎないが、その分析は攻撃を招いてきた。特に「あまりに多い誤り」という主張は議論を呼んでいる。ジョー・サットロムのような政治家達は、この書籍を指導者世代に州の将来予測を低く見させるようにしていると非難している。